# Gmina Center (hrabstwo Emmet)

Położenie Gminy Center w hrabstwie Emmet

Gmina Center (ang. Center Township) – gmina w USA, w stanie Iowa, w hrabstwie Emmet. Według danych z 2000 roku gmina miała 459 mieszkańców, a jej powierzchnia wynosi 94,41 km².